# Johann Schelle
Pour les articles homonymes, voir Schelle.
Johann Schelle est un musicien saxon, né à Geising le 6 septembre 1648 et mort à Leipzig le 10 mars 1701.

## Biographie

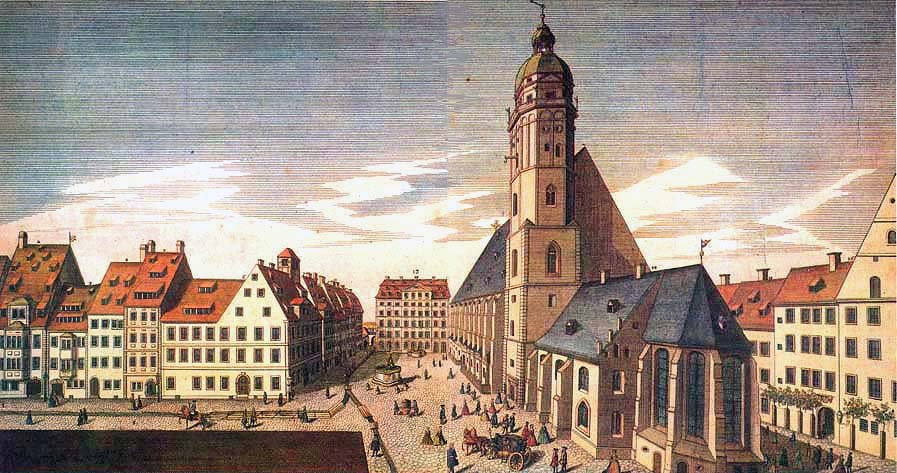
L'église Saint-Thomas et la Thomasschule zu Leipzig, gravure de 1735.

Le fils du cantor et recteur Jonas Schelle était déjà à l'âge de sept ans soprano de la Staatskapelle de Dresde sous la direction de Heinrich Schütz. Sur la recommandation de ce dernier, il entra en 1657 en tant que choriste à la chapelle ducale de Wolfenbüttel, où travaillait Heinrich Schütz comme maître de chapelle.
De 1665 à 1667, Schelle a été chanteur dans le chœur de l'église Saint-Thomas dépendant de la Thomasschule à Leipzig. Il s'est inscrit à l'université de Leipzig le 31 janvier 1667. Sur la recommandation de Sebastian Knüpfer, il est devenu en 1670 cantor de l'école de la ville d'Eilenbourg. Il a été l'un des premiers à diriger des cantates en langue allemande lors de cérémonies de culte. Du 31 janvier 1677 jusqu'à sa mort, il a été Thomaskantor à Leipzig, succédant à  Sebastian Knüpfer et précédant Johann Kuhnau. Dans le même temps, il était « directeur Chori musici » pour la ville de Leipzig. Il a introduit à Leipzig des œuvres où se côtoient des textes évangéliques et des lieder spirituels. Il a aussi été parmi les premiers auteurs à écrire des cantates-choral. Il a composé principalement de la musique d'église (vocale et instrumentale).
Johann Schelle a eu pour élèves Johann Theodor Roemhildt, Friedrich Wilhelm Zachow, Reinhard Keiser, Johann Christoph Graupner et Johann David Heinichen.
Il est enterré à l'ancien cimetière Saint-Jean de Leipzig et sa tombe a disparu.

## Œuvres
La majorité de ses compositions étaient des œuvres sacrées sur un texte allemand, très peu d'entre elles ont été publiées de son vivant. Certains de ses Kirchenlieder ont été publiés en 1693 dans le livre de Joachim Feller « Der andächtige Student » imprimé dans Chants. 25 manuscrits de cantates se trouvent à la Bibliothèque d'État de Berlin. Ces œuvres montrent l'importance de Schelle pour le développement de ce genre musical. Il fut l'un des premiers compositeurs à mélanger des textes bibliques et des poésies libres. En outre, les cantates chorales que l'on y trouve, sont parmi les plus anciennes du genre.